# Sílvia Font i Puig
Sílvia Font Puig (Santa Perpètua de Mogoda, Vallès Occidental, 3 d'octubre de 1959) és una exjugadora i entrenadora de bàsquet catalana.
Formada al Club Bàsquet Santa Perpètua i Club Esportiu Hispano Francès, amb el qual aconseguí el campionat d'Espanya júnior i va debutar a la primera divisió femenina l'any 1976. Dos anys més tard, fitxà pel Picadero Jockey Club aconseguint guanyar tres Lligues espanyoles (1980, 1981, 1983) i tres Copes de la Reina (1979, 1980, 1983). Posteriorment, va jugar al Betània-Patmos, Club Bàsquet l'Hospitalet i Club Bàsquet Femení Universitari de Barcelona, retirant-se al final de la temporada 1986-87. Com a entrenadora, fou ajudant de l'equip de bàsquet de la Universitat de Tulane de Nova Orleans la temporada 1987-88. De tornada a la lliga nacional, va dirigir equips catalans com el Caixa Tarragona, GEiEG i l'UB-FC Barcelona entre 2004 i 2007. guanyant una Lliga (2004-05) i una Supercopa espanyola (2005-06). Després de la dissolució del club, tornà al Segle XXI, el qual havia format part entre 1993 i 2004, on ha dirigit la formació de jugadores de bàsquet en categoria júnior. També va formar part de l'equip tècnic de la Federació Catalana de Basquetbol i va ser entrenadora de la selecció femenina que va participar la IV Copa de les Nacions de 2011.
Entre d'altres reconeixements, va ser escollida millor entrenadora en la Festa del Bàsquet Català de 2005 i distingida com a Històrica del Bàsquet Català l'any 2011.

## Palmarès
Com a jugadora
- 3 Lliga espanyola de bàsquet femenina: 1979-80, 1980-81, 1982-83
- 3 Copa espanyola de bàsquet femenina: 1978-79, 1979-80, 1982-83
- 2 Lliga catalana de bàsquet femenina: 1981-82, 1982-83,

Com a entrenadora
- 1 Lliga espanyola de bàsquet femenina: 2004-05
- 1 Supercopa d'Espanya de bàsquet femenina: 2005-06
- 1 Lliga catalana de bàsquet femenina: 2005-06